# Ilha de Anhatomirim
A lha de Anhatomirim está situada na baía norte da ilha de Santa Catarina e pertence ao município de  Governador Celso Ramos, no litoral do estado de Santa Catarina, no Brasil.
Nela está localizada a Fortaleza de Santa Cruz de Anhatomirim, construída no século XVIII e que constitui-se hoje numa importante atração turística de Florianópolis. Desde 1992 a ilha também faz parte da Área de Proteção Ambiental de Anhatomirim, uma unidade de conservação que abriga grande biodiversidade e recursos naturais.

## Etimologia
O nome "Anhatomirim" tem origem na língua tupi-guarani e pode ter diferentes significados, dependendo do radical atribuído às palavras de origem. Entre os significados podemos ter "pequena ilha do diabo", "pequena toca do espírito mau", ou ainda, "cão pequeno".

## História

### Ocupação
Historicamente a ilha de Santa Catarina foi um dos primeiros locais do litoral sul do brasil a sofrer o processo de ocupação pelos europeus. A partir do século XVII passou a existir uma preocupação da Coroa Portuguesa que lhe atribuía grande importância estratégica, uma vez que Desterro (primitivo nome de Florianópolis) constituía-se num importante ponto de apoio no trânsito para a Região do Rio da Prata. Como solução, a Coroa considerou conveniente fortificar o litoral catarinense, incumbindo o Brigadeiro José da Silva Pais, com o cargo de governador da Ilha de Santa Catarina, de projetar e implementar as defesas da ilha. Para esse fim, ele construiu quatro grandes fortalezas. A de Santa Cruz de Anhatomirim foi a primeira, erguida de 1739 a 1744, seguida pela de São José da Ponta Grossa (1740), na Ilha de Santa Catarina, e pela de Santo Antônio (1740), na Ilha de Ratones Grande.

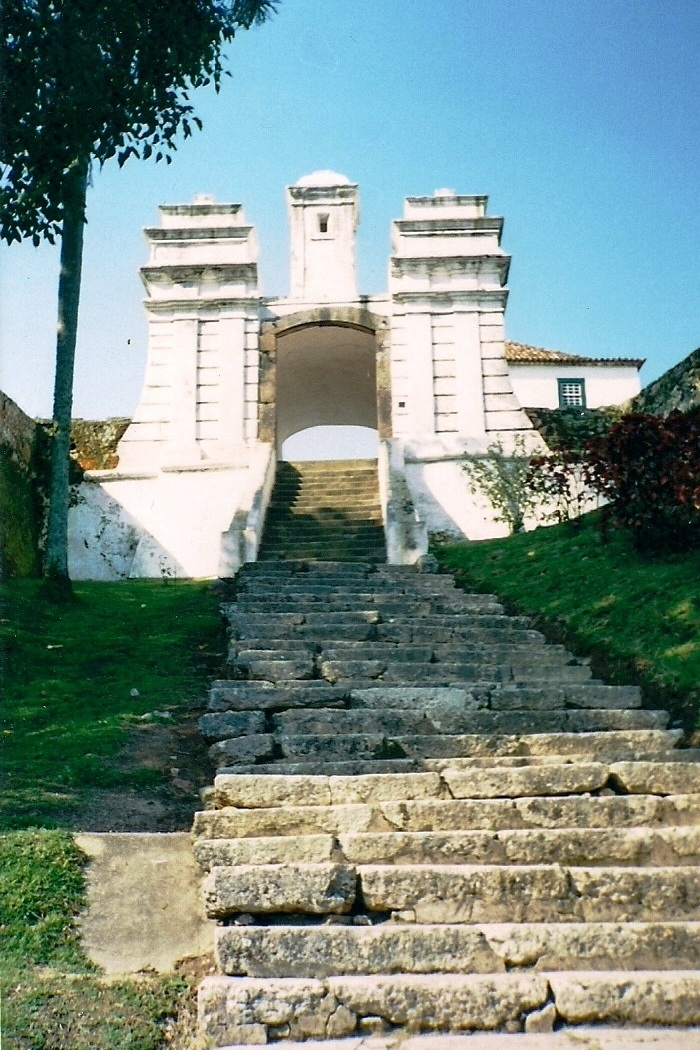
Fachada da Fortaleza de Anhatomirim

A ilha de Anhatomirim era particularmente interessante pelo fato de ...possuir ancoradouro seguro para uma esquadra de navios de guerra, e o porto que a protege permite a entrada de navios com 300 toneladas, se não deslocar muita água. Antes de prosseguirem viagem na travessia do canal, os navios devem enviar um bote a terra, a Santa Cruz. Sua fortificação foi conquistada e ocupada durante a invasão espanhola da Ilha de Santa Catarina, no início de 1777. A região somente voltou ao domínio português com o Tratado de Santo Ildefonso, em outubro do mesmo ano.
A época da Guerra da Tríplice Aliança (1864-1870), a ilha serviu como depósito de convalescentes, e, no final do século, como posto de controle e de isolamento de doentes atingidos pela febre amarela. A ilha serviu como ponto de sinalização marítima, tendo recebido um farolete composto por uma coluna de ferro de 8 metros de altura. A sua lâmpada, elevada 37,5 metros acima do nível do mar, tem um alcance de dez milhas náuticas. Foi inaugurado em 1883, em substituição ao que existiu desde 1873.
Durante a Revolução Federalista, em 1894, ocorreu o Massacre da Ilha de Anhatomirim, episódio no qual o interventor federal, Coronel Antônio Moreira César, deu início a uma série de prisões políticas, culminando com o fuzilamento de dezenas de pessoas na ilha de Anhatomirim. Já durante a Segunda Guerra Mundial, a ilha abrigou uma estação rádio telegráfica da Marinha do Brasil, após o que caiu em abandono.
Na década de 1970, o orgão governamental IPHAN deu início à restauração da fortaleza, em parceria como a UFSC, abrindo sua visitação ao público nos anos seguintes.

## Biodiversidade
A Ilha de Anhatomirim, por estar contida na Área de Proteção Ambiental de Anhatomirim, tem a exploração de seus recursos naturais limitada por leis municipais e federais.
A fauna marinha é rica, com ouriços, estrelas-do-mar e peixes variados. Uma das grandes atrações são os muitos golfinhos (da espécie Sotalia guianensis) que nadam em suas águas. Três pequenas praias arenosas completam o seu litoral. Seu relevo é bastante modesto: a altitude máxima é de 31 metros acima do nível do mar e a vertente norte apresenta o mais forte declive. Entre a ilha e o continente a profundidade é inferior a 5 metros, sendo intenso o processo de sedimentação.